# Atehuetzin
Atehuetzin är en ort i Mexiko.   Den ligger i kommunen Hueytamalco och delstaten Puebla, i den sydöstra delen av landet, 210 km öster om huvudstaden Mexico City. Atehuetzin ligger 481 meter över havet och antalet invånare är 716.
Terrängen runt Atehuetzin är huvudsakligen kuperad, men åt nordväst är den platt. Runt Atehuetzin är det ganska tätbefolkat, med 248 invånare per kvadratkilometer. Närmaste större samhälle är Tlapacoyan, 7,2 km sydost om Atehuetzin. I omgivningarna runt Atehuetzin växer huvudsakligen savannskog.